# Nesalcis rufivenata
Nesalcis rufivenata är en fjärilsart som beskrevs av Paul Dognin 1906. Nesalcis rufivenata ingår i släktet Nesalcis och familjen mätare. Inga underarter finns listade i Catalogue of Life.